# 投手
投手（とうしゅ）とは、野球やソフトボールにおいて打者にボールを投げる役割の選手。英語からピッチャー（pitcher）とも呼ぶ。
野球における守備番号は1。また、英略字はP（Pitcherから）。クリケットの投手はボウラー（bowler）と呼ぶ。
投球の速度（球速）を表示する一般的な単位として、メジャーリーグではマイル毎時（mph）、日本プロ野球ではキロメートル毎時（km/h）が使われる。これはアメリカ合衆国やイギリスなどの一部英語圏ではヤード・ポンド法が主流なのに対し、世界的には国際単位系であるメートル法が主流であるため。

## 投手の役割

### 投球
投手の主な役割は、投球によって失点を最小限に抑え、チームの勝利に貢献することであり、野球は投手で7-8割が決まるともいわれている。特に第1イニングから投げる先発投手の場合は「試合を作る」と表現され、6イニング以上を3失点以内に抑えることをクオリティ・スタートと呼び好先発投手の目安の一つとなっている。また、リリーフ投手は引き継いだ試合の状況を守りきること（先発投手が作った勝てる試合を逆転させないこと）が要求される。
投手の役割は、単にボールを投げるだけではなく「打者を出塁させないこと、走者を生還させないこと」であるとも言える。投手は打者から三振を奪ったりゴロやフライを打たせるなどしてアウトを取る。そのために捕手とサインを通じて連携して個々の打者が苦手とするコースや球種を投げるなどする。『ドジャースの戦法』の著者アル・キャンパニスは投球で最も大事なのは制球だとしている。

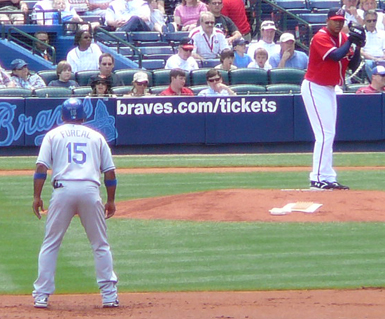
塁上の走者を牽制する投手

### 守備
投球前
塁上に走者がいる場合は、簡単に盗塁されないために状況に応じて目線による牽制あるいは牽制球による牽制を行う必要がある。
投球後
投手は投球を終えた時点で「五人目の内野手」として他の野手同様に守備をすることが求められ、投球時点で後の守備に備えて体のバランスを取れているか否かという点で守備の得手不得手が明確になる。
一般的に投手へのゴロやフライは処理しやすいため、それほど高い守備力は求められない。投手の疲労及び怪我を回避する目的や打球処理に慣れていると思われる選手に任せた方が確実であることから、バントによる小飛球を除けば投手の守備範囲へのフライであっても捕手や一塁手、三塁手などが処理することが多い。この時、投手は飛球があがっている位置を指さし、野手に知らせる。しかし、「ピッチャー返し」と呼ばれる強いライナーが飛んでくることもある。この場合は、投球により崩れた体勢を整える前に高速の打球が飛んでくるためうまく反応することは難しく、ピッチャー返しが体に直撃すると負傷につながりやすい。中には顔面に受けて大怪我を負った例もある（マイク・ムッシーナ、石井一久など）。
打球処理以外で重要なプレーとしてはベースカバーがある。一塁手がゴロを追ってベースを離れた場合には、投手は素早く一塁をカバーし、送球を受けて打者走者をアウトにしなければならない。他にも、走者三塁の場面で暴投や捕逸が出た場合は本塁へのベースカバー、三塁手がバント処理などで空けているベースを走者が狙った際には三塁へのベースカバーを行う必要がある。
また、ヒットなどで外野から本塁（三塁）への送球が考えられる時、外野と本塁（三塁）を結ぶ線上のファウルゾーンに入り、送球が逸れた場合に備えることも忘れてはいけない（バックアップ）。さらに状況によっては捕手や外野からの送球をカットし、適切な塁に送ることでアウトにするプレーも求められる。塁間に飛び出している走者を挟殺するランダウンプレイには投手も参加しなければならない。
このように投手に求められる守備は細かいものが多いが、よい守備ができれば結果として自分自身の投球を楽にするので、その役割は軽視できない。

### 打撃
プロ野球では投手は投球が役割の中心となるため、打撃に関しては期待されないことが多い。リーグによっては打撃を務める指名打者という打撃専門の選手を置くルールを採用することもあり、そのルールの下では投手が打撃を行わない場合がほとんどである。指名打者制がないリーグでは投手も打順に入り打席に立つ必要があるが、その場合でも作戦上安打を打てないのを前提として、走者がいる時にはバントを試みることが多い。また「2死」や「大差でリード」、「凡退でチャンスが潰れる」場面で打席が回った際にわざと本塁から最も離れた位置に立って三振することがある。これは投球に負担を掛けない（打ったことで打者走者となると接触プレー等での怪我の可能性があるため）、走者がいる場合に安易に打っての併殺を防ぐ、次回の自軍の攻撃を上位打線から始めさせる（投手の打順は9番であることが多いため）、次打者以降に安打を期待するなどの目的がある。ただしこれには「わざと三振するのはスポーツマンシップ上問題」とする意見もある。
このように様々な理由で、特にプロ野球の投手に打撃力は求められないが、打撃に優れる投手も存在する。メジャーリーグベースボールのナショナルリーグでは、最も打撃に優れた投手にシルバースラッガー賞が与えられる。マイク・ハンプトンは2001年には7本塁打を放つなどし、同賞を投手として最多の5度受賞している。また川上憲伸は2009年代打として2試合に出場したり、中日時代は通算8本塁打を放っている。
なお、大谷翔平などのように、プロ野球選手でも投球と打撃の両方に優れた者もごく稀に存在しており、「二刀流」などと呼ばれることがある（二刀流選手を参照）。ただしこのような選手の場合、出場しても投手としては登板せず野手または指名打者となることもある。
少年野球などでは、運動能力に優れている選手が、投手と打者の両方の実力で他の選手を上回ることがある。高校野球でも、投手が上位打線に組み込まれていることが多い（いわゆる「エースで4番」）。そのため、ベーブ・ルース、川上哲治、王貞治を筆頭に投手としてプロ入りした後、打者に転向する選手は比較的多い。対照的に、野手がプロ入り後に投手に転向した例は野口正明、ティム・ウェイクフィールドなど極少数である。その理由は、投手の技術は野手の技術と大きく異なり、習得に時間を要するからである。
野手は右投左打（左投右打）の選手も多いが、大半の投手は利き腕と同じ側の打席に入る。理由は右投左打（左投右打）の場合、打席に立った時に投球腕である右側（左側）を相手投手に向けることになってしまい、死球を受けるなどして負傷すると投球に支障をきたすからである。ただし，打撃時に詰まった打球を打つと押し手側のほうがよりしびれ，投球に支障をきたしてしまう場合もあるのであえて反対側の打席に立つ投手も存在する上，幼少時より右投左打(左投右打)で打っていた投手は矯正が難しいため右投左打(左投右打)の投手も少数ながらいる。また利き腕と反対側の打席に入る場合、アームガードで腕を保護する投手も少なくない。
進塁した投手がウインドブレーカーを着ることがある。これは肩を冷やさない、擦り傷を防ぐ意味があり、コーチや監督が着ているが、選手としては投手のみ許されている。

## 投手の分類

### 利き腕による分類
投手は利き腕でボールを投げることが多く、右投げと左投げ（サウスポー）の区別がある。極く稀に「両投げ」の投手（スイッチピッチャー） も存在する（逆にスイッチヒッターつまり両打ち打者はそれほど珍しくはない）。
「カーブ」「シュート」「スライダー」などの左右に変化する変化球は、投手の利き腕の左右により逆方向に変化する。即ち、右投げ投手のスライダーが右打者視点で外角に逃げていくのに対し、左投げ投手のスライダーは右打者視点では内角に食い込む変化となる。
右腕投手・左腕投手の状態的差違はセットポジション（投球前の一旦静止する姿勢）で最も如実に現れる。右投手が三塁方向を向いて静止するのに対し、左投手は一塁方向を向いて静止する。走者が一塁にいる場合、左投手は投球の直前まで走者の動きを捉えることができるため有利と言われる。
特に左打者は左投手を苦手にする場合が多いとされるため、左打者を専門に抑える「ワンポイントリリーフ」などと呼ばれる起用法がある。
なお、先発で登板した投手は同一イニング内に最低1人の打者との対戦を終えるまで交代できない。救援投手は最低1人の打者との対戦を終えるか、そのイニングが終了するまで交代できない。投手コーチ等がマウンドに行ける回数についても、1人の投手につき、同一イニング内に1回と決められている。

### 投法による分類

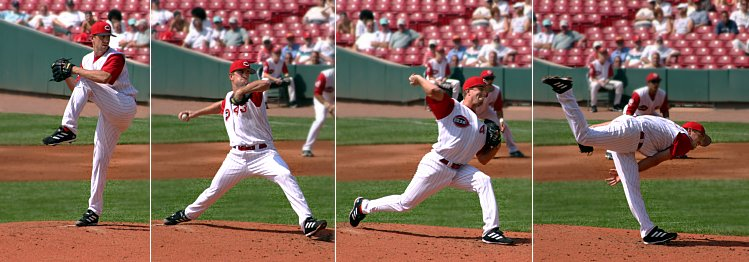
オーバースローの投球モーション（右投げの場合）

野球の投手は投球腕の左右にかかわらず、投球フォーム（投球の際に球を放す位置）で以下の4種類に分類される。
- オーバースロー：肩より上にあげた腕を振り下ろして球を投げる[5]。「オーバーハンド」「上手投げ」とも。
- サイドスロー：腕を地面とほぼ並行にして投げる[5]。「サイドハンド」「サイドアーム」「横手投げ」とも。
- スリークォーター：オーバースローとサイドスローの中間[5]。
- アンダースロー：腕を下からすくい上げるようにして投げる[5]。「サブマリン」「下手投げ」とも。

大まかな分類は上記の通りであるが、投手の投球フォームは千差万別であり、同じ投法に分類されていても必ず個人差は存在するため、あくまでも概念的な分類でしかない。
特に個性的な投球フォームにはニックネームが付けられることがある。野茂英雄の「トルネード投法」、村田兆治の「マサカリ投法」、山内泰幸の「UFO投法」、村山実の「ザトペック投法」などが知られる。
ソフトボールの投手は以下の2種類に分類される。
- ウインドミル：腕を1回転させて投げる投法。
- スリングショット：振り子のように腕を後方に振り上げた後に投げる投法。

現在ではウインドミルが主流であり、スリングショットはまれ。

### 役割による分類
投手は役割によって大きく2つに分類され、試合開始からマウンドに立つ投手を先発投手（スターター）、試合展開によって途中イニングから先発投手に代わり登板する投手を救援投手（リリーフ）と呼称する（交代は6～7イニング目が多い。これは5回まで抑え切れば試合が成立し先発は勝利投手の権利が得られるため）。さらに、リリーフは試合を決める終盤イニングに登板する抑え投手（クローザー）、先発投手と抑え投手の間に投げる中継ぎ投手（セットアッパー）などに分類される。
野球の歴史における役割の変化
日本プロ野球草創期では、野球の人体に与える影響が全くの模索段階にあったことと、不人気による人員不足のため、戦前から戦後の混乱期までしばしば無謀な先発連投が強要された。さらに戦時中は、国威発揚の為の非科学的な精神論の横行も先発投手酷使の大きな原因となった。セントラル・リーグとパシフィック・リーグの2リーグ制に移行後、人員不足はある程度解消され、先発投手の登板間隔を2日、3日と長めにとるようになり、間隔日数を表す「中○日」（中2日、中3日など）という言葉が使われるようになった。それでもエースピッチャーが先発・リリーフに連投する姿が見られ、1958年日本シリーズでは稲尾和久（西鉄）が先発とリリーフで7試合中6試合に登板、4連投4連勝する大活躍で「神様、仏様、稲尾様」と称えられた。1961年中日ドラゴンズに入団し、酷使により数年で投手生命を断たれた権藤博の教訓から、「投手分業制」が近藤貞雄によって提唱され、「先発完投」から「先発―抑え」の投手起用へ移行。抑え投手を確立することで先発投手、特にエースの疲労軽減を図った。1980年代以降はこの順番に中継ぎを加えた「先発―中継ぎ―抑え」という継投策が一般化している。先発投手の登板間隔は日本プロ野球では試合日程の都合から中4〜6日が主流。5〜6人の先発投手で先発ローテーションを組み、順番に先発登板する起用法が行われている。
一方で、高校野球では「勝者総取り、負ければ終わり」のトーナメント制の大会がほとんどということもあり、抜きん出た投手が先発連投することが珍しくない。しかし、2000年代以降は高校野球でもプロに習い、多投手で試合を乗り切るチームも出てきている。投手の負担を抑えられる反面、優秀な投手を複数確保できる私立の強豪校とそれができない弱小、公立校との差が一層開いてしまう難点もある。
メジャーリーグベースボール（大リーグ機構、MLB）では、先発投手が1登板で120球以上を投げた場合には、その後の登板成績に影響が出て怪我のリスクが高まるという統計結果が出ているため、100球を超えた回で交代させるケースが多いが、ダスティ・ベイカーの様に投球数をあまり気にしない監督も存在する。また、若年期でのトミー・ジョン手術等も問題視されているため、リトルリーグでは年代ごとに投球数・登板間隔制限が設けられている。
MLBなどが、2014年、18歳以下のアマチュア投手のけが防止のためのガイドライン「ピッチ・スマート」を公表している。2018年1月現在のガイドラインから抜粋すると、
- 1日の試合の最大投球数 - 7〜8歳 50球、11〜12歳 85球、17〜18歳 150球、など年齢ごとに規程
- 1日に投げる投球数別の、次の登板までの休息期間（17歳〜18歳） - 31球〜145球で1日間、81球以上で4日間の休息期間が必要、など
- 15歳〜18歳では、1年間に100イニングを超えて投げてはならない。1年間に少なくとも4か月試合での投球を休み、そのうち少なくとも2〜3か月の連続した期間すべての上からの投球（overhead throwing）を休む期間が必要。投手として3日以上続けて試合に出場してはならない、など

全文はPitch Smart Guidlineを参照。

### 投球スタイルによる分類
投手は、その投球スタイル（球種、球速などの傾向）の特徴によっても分類されることがあり、大きく「本格派投手」と「技巧派投手」に分類される。両者を分類する指標として「PFR（Power/Fitness Ratio）」があり、この数値が高い投手は本格派、低い投手は技巧派と見なされる。

#### 本格派投手
威力ある速球と優れた変化球、豊富なスタミナと一定以上のコントロールを高いレベルで兼ね備えた投手で、先発完投型やエースと呼ばれる投手に多い。剛速球や大きく変化する変化球で奪三振を量産するプレースタイルである。MLBではパワーピッチャー（英語版）と呼ばれる。
- 速球派投手

強力な速球や速い変化球を持つものの、コントロールの精度や持ち球の多様性を犠牲にして速球に依存する傾向にある。完璧に打者を封じる試合もあれば反対に滅多打ちにされる試合もあるように、力押しの投球スタイルは安定感に欠けることが多い。年齢を重ねていくごとに、加齢による体力低下や身体の故障などによって球速は落ちてくる傾向にあるので、それをきっかけに技巧派に転向していく投手も多い。たとえば巨人で最多勝を獲得したことのある内海哲也も、かつては球威で三振を重ねていくタイプだったが、全盛期より速球の球速が落ちてきたことによって技巧へと依存していった。
- 代表的な投手
  - MLB：ウォルター・ジョンソン、ボブ・フェラー、サンディ・コーファックス、ボブ・ギブソン、ノーラン・ライアンなど
  - NPB：菅野智之[19]、則本昂大[20]、千賀滉大など

#### 技巧派投手
多彩な変化球や制球に優れた投手で、奪三振は多くないもののポップフライや内野ゴロなど、“打たせて取る”投球で投球回を稼ぐ。変化球以外にも、同じ球種でも球速を変えたり、内外角を攻め分けたり、打者の弱点に投げ込む他、打者のタイプ、ストライクカウント、ゲーム状況をも考慮した高度な投球術を持ち合わせる。高い制球力を指して「精密機械」などと表現される投手もおり、MLBではコントロールピッチャー（英語版） と呼ばれる。与四球率とK/BBがその目安の数値となり、投球術についてカート・シリングはストライクゾーン内に投げる能力を「コントロール」、狙ったところに投げる能力を「コマンド」としている。奪三振による球数増加に伴う故障のリスクを避けるため、メジャーでは近年技巧派投手が増加傾向にある。
- 軟投派投手

変化球を主体とした投球を持ち味とする投手。技巧派投手と同じく投球術によって打者を翻弄するが、技巧派があくまで速球を軸とした投球を行うのに対して、投球のほとんどを変化球が占める他、独特な投球フォームを用いることもある。元来速球の球速があまり出ない投手が多い。
- 特異な変化球を投げる投手

変化球を主体とする中でも、ナックルボーラーやイーファス・ピッチのように特異な変化球・独特な投球法を会得したことで、活躍の道を見出した投手も存在する。
- 代表的な投手
  - MLB：クリスティ・マシューソン、ファーガソン・ジェンキンス、グレッグ・マダックスなど
  - NPB：石川雅規[30]、吉見一起[31]、黒田博樹[32]など

### グラウンドボールピッチャーとフライボールピッチャー
対戦打者にゴロを頻繁に打たせることが出来る投手はグラウンドボールピッチャーと呼ばれる。高い割合でゴロを打たせることで長打になる危険性を低下させ、これが失点を減らすことに繋がる。平均的にはフェアボールのうち50%程度の割合でゴロを打たせており、極端なグラウンドボールピッチャーは55%前後の割合でゴロを打たせている。西本聖、グレッグ・マダックス、マリアノ・リベラ、ブランドン・ウェブ、デレク・ロウらがこのタイプの投手である。一方で、あまりゴロを打たせることが出来ず、グラウンドボールピッチャーの対極にある投手はフライボールピッチャーと呼ばれる。投手が打たせるゴロの割合はFanGraphs.comなどで確認することが出来る。

## 野球規則上の投手に関するルール

### 投球姿勢
正規の投球姿勢にはワインドアップポジションとセットアップポジションがあり随時自由に用いることができる（野球規則5.07（a））。
- 投手が捕手からのサインを受けるときは投手板に触れている必要がある（野球規則5.07（a））。
- ワインドアップポジションとセットアップポジションのいずれの場合も、投球動作を開始したならば、中途で止めたり、変更したりせず、投球しなければならない（野球規則5.07（a））。なお、2段モーションが不正投球と判定されたこともあったが2018年に規定に関する運用が見直された[35]。

### 投手の交代
野球規則では試合中ボールデッドのときなら、原則としてプレーヤーはいつでも交代できる（野球規則5.10 1（a））。しかし、投手には以下の制限がある。
- 野球規則5.10(d)原注
  - 投手が投手以外の守備位置に変更となった場合、同一イニング内では再度投手に戻る以外の守備変更は認められないほか、再度投手に戻った後は別の守備位置を守ることができない（野球規則5.10(d)原注）[36]
  - ただし、高校野球ではベンチ入りの選手が少ないことから、例外的に同一イニング内でも投手が投手以外の守備位置に変更となった後に、さらに投手以外の守備位置への変更が認められている（投手に戻った後の禁止事項は同様）。
- 野球規則5.10(f)・（g）
  - 球審に手渡された打順表に記載されている投手は、第1打者またはその代打者がアウトになるか一塁に達するまで投球義務がある（野球規則5.10(f)）。
  - ある投手に代わって出た救援投手は、そのときの打者または代打者がアウトになるか一塁に達するか、あるいは攻守交代になるまで投球義務がある（野球規則5.10（g））
  - MLBでは2020年シーズンから最低打者3人に投げるかイニングの終了まで伸ばすルール変更を行った[37]。
- 野球規則5.10(i)
  - 既に試合に出場している投手がイニングの初めにファウルラインを越えた場合、その投手は第1打者がアウトになるかあるいは一塁に達するまで投球義務がある（打者に代打者が送られた場合またはその投手が負傷または病気のため投球が不可能になったと球審が認めた場合を除く）（野球規則5.10(i)）。
  - 日本では2013年より採用され、2012年までは投手が投球練習を行ってからでも投手交代を行えたがこれが不可能となる[38]。
- 野球規則5.10(l)
  - 監督またはコーチは同一イニング内で1人の投手につき1回まで直接指示やアドバイスをすることができるが、1イニングに同一投手のもとへ二度目に行けば、その投手は自動的に試合から退かなければならない（野球規則5.10(l)（2））。
  - 攻撃側がその打者に代打者を送った場合には、監督またはコーチは再びその投手のもとへ行くことができるが、その投手は試合から退く必要がある（野球規則5.10(l)（4））。
  - 日本の高校野球では、このルールは適用されず、9回までに3度「守備のタイム」を取ることが認められている。ベンチスタッフは伝令役がこれに代わる。延長となった場合は1イニングにつき1度ずつ認められる。

## 投手の記録
勝敗に直接関わった投手を「責任投手」と呼び、「勝利投手（勝ち投手）」と「敗戦投手（負け投手）」がある。また、自チームのリードを最後まで守り抜き、自チームの勝利を確定させた救援投手には「セーブ」が記録される。これらの記録の条件について詳しくはそれぞれの項目を参照のこと。なお、引き分けとなった試合でも各チームの最後に登板した投手に対して「引分」が記録される。尚勝利投手・敗戦投手・セーブの記録は、勝利チームに没収試合が宣告されると取り消しとなる。
防御率など上記以外の投手の各記録については、野球の各種記録を参照のこと。

## チーム内での位置
投手王国
野球のチームは投手陣と野手陣からなる。投手陣が質・量共に充実しているチームは俗に投手王国と呼ばれる。
エース
チームで最高の投手のこと。19世紀の投手エイサ・ブレイナードが語源とされている。
関連して、ブルペンでは好投するのに本番の試合ではそれが発揮されない投手をブルペンエース、エース級の活躍が期待されながら故障が多い投手をガラスのエースと呼ぶことがある。
投手と背番号
日本プロ野球において、エース格の投手は背番号18を背負うことが多い。これは阪神の初代エース・若林忠志が元祖とされている。また、別所毅彦以来村山実・斎藤雅樹・野茂英雄などが使用した11番を始め、10番代の背番号を投手番号とすることが多い。他にも金田正一の34番や、工藤公康の47番などが左投手の番号とされることがある。
投手の敬称
一般に日本のマスメディアでは選手への敬称として内外野手・捕手を問わず「○○選手」と呼ぶが、投手だけは「○○投手」と呼び区別することがある。
アメリカにおける投手の位置づけ
アメリカの野球において花形ポジションは遊撃手であり、投手は「背がひょろっと高くて、ちょっと不器用そうで、他に守るポジションがないような選手」の担当するポジションとされている。
プロ野球選手を目指す場合において
里崎智也は2019年に自身の公式YouTubeチャンネルの動画で「小中学校から投手の練習だけやれば50%の確率でプロ(NPB)に行ける」「常時150km/h投げられれば絶対プロになれる」と主張している。その理由として「ドラフトの50%は投手」「投手は実力さえあればチーム事情に関係無く獲ってもらえる」「バッテリー以外の野手は1番かクリンナップを外すとほぼプロになれない」と主張している。一方「プロの投手になる練習は野球部に所属しなくてもできる」「プロ入りすることに特化する場合は高校生になった頃には仕上がっているので、一応高校には進学しても甲子園に行く必要はない」と野球チームに所属すること、アマチュア大会で実績を挙げることの重要性を否定している。

## その他用語

### 試合展開に関する用語
一発病
被安打・適時打が少ない代わりに被本塁打が多い投手、またはその状態に対する俗称。
炎上
1人の投手が大量失点すること。またそのイニング（攻撃側から見ればビッグイニングとなる）
劇場型投手
最終回で走者を出して逆転のピンチを招くが、生還させず最後には抑えるリリーフに対する俗称。元祖は石毛博史とされている。
守護神
抑え投手のこと（最後までリードを「守る」意）。
勝利の方程式
チームの定石となっている継投パターンのこと。JFK、SBMのように、投手の名にちなんだ特別な呼称がつけられることもある。
投壊
先発投手からリリーフに至るまで登板する全員が次々に打ち込まれ、投手陣が総崩れになること。また、そのような試合が続く状況のこと。倒壊にかけた言葉。
ノックアウト
相手に打ち崩され、その結果降板すること。元はボクシング用語から。

### 投球及び配球に関する用語
ウエストボール
waste ball。投手が打者を打ち取るために敢えて投げるボール球（捨て球・遊び球・見せ球・釣り球）のこと。
逆球
アウトコースを狙った投球がインコースに向かうなど、投手の意図や捕手のリードとは逆方向に向かう投球のこと。「ぎゃくだま」と読む。
敬遠球
故意四球のこと。
失投
投手の意図や捕手のリードに反する投球のこと。逆球と同様に制球が定まらない場合のほか、変化球が変化しない場合などにも使用される。
ノーコン
投手の制球が定まらないこと、またはその投手自身のこと。制球難とも。
投げた投手本人にも球がどこに行くのかわからないので、打者にとってはコースの予測が難しいという面もある。しかし反面投球テンポが安定せず、そのため野手の集中力が途切れて失策を誘発する要因にもなりかねない。
ノーコンになる原因は、投球フォームが安定しない、つまり投げる度にリリースポイントや腕の出し方がずれていくことによることが多い。フォームが安定しない原因としては、精神面の動揺や経験不足、下半身の力不足などが挙げられる。直球のスピードにこだわってフォームを崩すこともある。また、ボールの握り方に問題があり、回転が安定していない場合もある。ノーコンを装って故意に危険球を投げる投手もいる。
ピッチアウト
盗塁やスクイズプレイを警戒・阻止するためにストライクゾーンから大きく外れた投球をすること。
ビーンボール
投手が故意に打者の頭部(体)にボールを当てる行為。人命に関わる可能性のある行為であり、反則行為となっている。

## 表彰
プロ野球で投手に与えられる表彰または賞には以下のものがある。

### 日本プロ野球
公式タイトル
- 最多勝利
- 最優秀防御率
- 最多奪三振
- 最高勝率
- 最多セーブ投手
- 最優秀中継ぎ投手
- ベストナイン

特別表彰および非公式タイトル
- 沢村栄治賞
- ファイアマン賞
- ゴールデングラブ賞

### MLB
公式タイトル
- 最多勝利
- 最優秀防御率
- 最多奪三振
- サイ・ヤング賞
- ウォーレン・スパーン賞
- 最多セーブ投手
- ピッチャー・オブ・ザ・マンス
- リリーバー・オブ・ザ・マンス

特別表彰および非公式タイトル
- 最優秀救援投手賞
- ゴールドグラブ賞
- シルバースラッガー賞
- ローレイズ・リリーフマン賞
- スポーティングニュース最優秀救援投手賞

## 怪我

### 打球との接触
投手はバッターが打ったボールが当たりやすい位置におり、頭部に被弾する重大な事故も多発しているが、投手用のヘルメットは集中を削ぐことや、嵩張ってマリオの帽子のように見えることから敬遠され普及していなかった。近年のアメリカではベンチャー企業が開発した帽子の中に入れる薄いプロテクターがプロアマ問わず普及している。
なお頭部に被弾した99%は投手の利き手側という分析結果がある。

### 投球障害
投球動作は肩や肘に負担がかかり特有の障害を引き起こす。

### 肩
上腕骨近位骨端線離開
肩甲上腕関節を構成する上腕骨の骨端線が離れてしまうもの。10歳から15歳の成長期の投手に多く生じる症状でリトルリーグショルダー（リトルリーガーズショルダー）ともいう。
肩峰下インピンジメント症候群
肩峰の下面と腱板の上腕骨を軸とする回転運動の際の衝突（インピンジメント）によって生じる症状で悪化すると炎症（腱板炎）や断裂（腱板断裂）などを引き起こすもの。

### 肘
離断性骨軟骨炎
10歳から15歳の成長期にある肘関節の成長軟骨の骨端線（成長線）が損傷を起こすもの。
内上顆骨端線離開
投球動作により肘関節内側にある成長軟骨帯と呼ばれる骨端線が離れてしまうもの。リトルリーグ肘ともいう。

### 少年野球
平成27年、全日本野球協会や日本整形外科学会などが全国の小学生チーム硬式・軟式合わせて1万人以上を対象に肩・肘の痛みについて調査した結果、投手経験者の半数以上が痛みを感じたことがあると分かった。球数が多くなる、ポジションの兼任などの選手ではその傾向は強くなっている。
アメリカの少年野球では投球障害のリスクの観点から、試合において投手というポジションを無くして打撃をティーで行う場合がある。